# Zaafrane
Zaafrane (în arabă زعفران) este o comună din provincia Djelfa, Algeria.
Populația comunei este de 12.972 de locuitori (2008).